# 南勢竹
南勢竹，是臺灣嘉義縣朴子市的一個傳統地域名稱，位於該市南部凸出部分的西小半部。相較於今日行政區，其範圍大致包括南竹里不含西北端。

## 歷史
台灣日治初期，南勢竹地區為一街庄（舊制街庄），稱為「南勢竹庄」，隸屬於白鬚公潭堡。該庄昔日西北與鴨母藔庄為鄰，東北與吳竹仔腳庄為鄰，東與牛挑灣庄為鄰，南邊為溪洲庄，西邊為樹林頭庄。
1901年（日治明治三十四年）11月11日，全台設置二十廳，該庄隸屬於鹽水港廳。1904年（明治三十七年）4月1日，該庄編入「南勢竹區」，隸屬於鹽水港廳。1909年（明治四十二年）10月25日，全台整併二十廳為十二廳，該區、庄改隸屬於嘉義廳。1910年（明治四十三年）1月18日，各區管轄區域調整，該庄仍隸屬於嘉義廳的「南勢竹區」。1920年（大正九年）10月1日，全台廢十二廳改設五州二廳，該庄改制為「南勢竹」大字，隸屬於臺南州東石郡義竹庄（新制街庄）。
戰後義竹庄改制為義竹鄉，隸屬於臺南縣，大字亦改制為村。1950年（民國39年）10月25日，雲、嘉、南分治，義竹鄉改隸屬於嘉義縣。1962年（民國51年）10月，南勢竹、牛挑灣併入朴子鎮，村亦改制為里。1992年（民國81年）9月10日，朴子鎮升格為縣轄市朴子市。

## 聚落
本地區發展較早的聚落為南勢竹，在日治期初期的官方地圖上已有記載。

## 交通
省道台19線又稱「中央公路」，是彰化至台南永康的幹道，經過本地區東部邊界地帶。由該道路北行可前往朴子市朴子市區、六腳鄉、雲林縣北港鎮、元長鄉、襃忠鄉等地；南行可前往義竹鄉、臺南市鹽水區、學甲區、佳里區等地。
縣道170號是東石鄉網寮至鹿草鄉竹子腳的道路，經過本地區主聚落。由該道路西行可前往布袋鎮東北部、東石鄉中南部，並止於網寮聚落；東行可前往鹿草鄉西南部，並止於竹子腳地區東勢尾聚落旁的縣道163號路口。